# Vito Genovese
Vito Genovese, „Don Vito” (ur. 21 listopada 1897 w Tufino, zm. 14 lutego 1969 w Springfield) – amerykański gangster włoskiego pochodzenia, jeden z najpotężniejszych członków zorganizowanego świata przestępczego tzw. amerykańskiego syndykatu, który wykrystalizował się po Wojnie castellammaryjskiej.
Swoją przestępczą karierę rozpoczął w latach dwudziestych XX wieku u boku Lucky Luciano. Wraz z trzema kompanami (Albert Anastasia, Joe Adonis i Bugsy Siegel) wykonał wyrok śmierci na Giuseppe „Joe Boss” Masserii (15 kwietnia 1931). Był to element Wojny Castellammarese.
Po powrocie do Stanów Zjednoczonych w 1944 roku (wcześniej uciekł do Włoch, gdyż groziło mu oskarżenie o morderstwo) usiłował przejąć kontrolę nad rodziną Luciano (Lucky Luciano w 1946 roku został deportowany do Włoch, skąd później przedostał się na Kubę). Odpowiedzialny za zabójstwo m.in. Willi’ego Moretti’ego (1951) i Alberta Anastasii (1957), stał za nieudanym zamachem na Franka Costello (1957).
W 1957 roku na Konferencji w Apalachin, której przewodniczył, liczył, że obejmie stanowisko ‘Bossa nad bossami’. W wyniku spisku, jaki uknuli przeciwko niemu: Frank Costello, Meyer Lansky, Lucky Luciano i Carlo Gambino, konferencja zakończyła się fiaskiem (policja stanowa przeprowadziła nalot). Ci sami gangsterzy postanowili później ostatecznie rozwiązać problem z niewygodnym rywalem (choć w przeszłości z nim współpracowali). Obmyślili trefny przemyt narkotyków, w który najprawdopodobniej wtajemniczyli szefa chicagowskiej mafii Sama Giancanę.
Na podstawie zeznań przekupionego przez nich handlarza narkotykami, sąd w 1959 roku skazał Vito Genovese na 15 lat pozbawienia wolności. Zmarł w 1969 roku w więzieniu.